# Le Départ pour la promenade
Le Départ pour la promenade est un tableau réalisé par le peintre néerlandais Pieter de Hooch entre 1663 et 1665. De format horizontal, cette huile sur toile est une scène de genre qui représente un homme et une femme se promenant dans une galerie de l'hôtel de ville d'Amsterdam. Centrée sur ce couple de bourgeois, la composition comprend également un chien devant eux à droite et une nourrice portant leur nouveau-né dans leur dos à gauche. Achetée en 1890, l'œuvre est conservée au musée des Beaux-Arts de Strasbourg, à Strasbourg, dans le Bas-Rhin, en France.